# Metropolia Bucaramanga
Metropolia Bucaramanga – metropolia rzymskokatolicka w Kolumbii utworzona 14 grudnia 1974.

## Diecezje wchodzące w skład metropolii
- Archidiecezja Bucaramanga
  - Diecezja Barrancabermeja
  - Diecezja Málaga-Soatá
  - Diecezja Socorro y San Gil
  - Diecezja Vélez

## Biskupi
- Metropolita: abp Ismael Rueda Sierra (od 2009) (Bucaramanga)
- Sufragan: bp Camilo Fernando Castrellón Pizano SDB (od 2009) (Barrancabermeja)
- Sufragan: bp José Libardo Garcés Monsalve (od 2016) (Málaga)
- Sufragan: bp Carlos Germán Mesa Ruiz (od 2010) (Socorro)
- Sufragan: bp Marco Antonio Merchán Ladino (od 2016) (Vélez)

## Główne świątynie metropolii
- Archikatedra Świętej Rodziny w Bucaramanga
- Bazylika Jana Chrzciciela w Girón
- Katedra Najświętszego Serca Pana Jezusa w Barrancabermeja
- Katedra Niepokalanego Poczęcia w Málaga
- Konkatedra Nipokalnego Poczęcia w Soatá
- Katedra Matki Boskiej Nieustającej Pomocy w Socorro
- Konkatedra Świętego Krzyża w San Gil
- Katedra Matki Boskiej Śnieżnej w Vélez